# Філіп Ґласс
Фі́ліп Ґласс (англ. Philip Glass, 31 січня 1937) — американський композитор, ранні твори якого відносять до мінімалізму; знаний як автор симфоній, камерних творів, музики до фільмів.

## Біографія

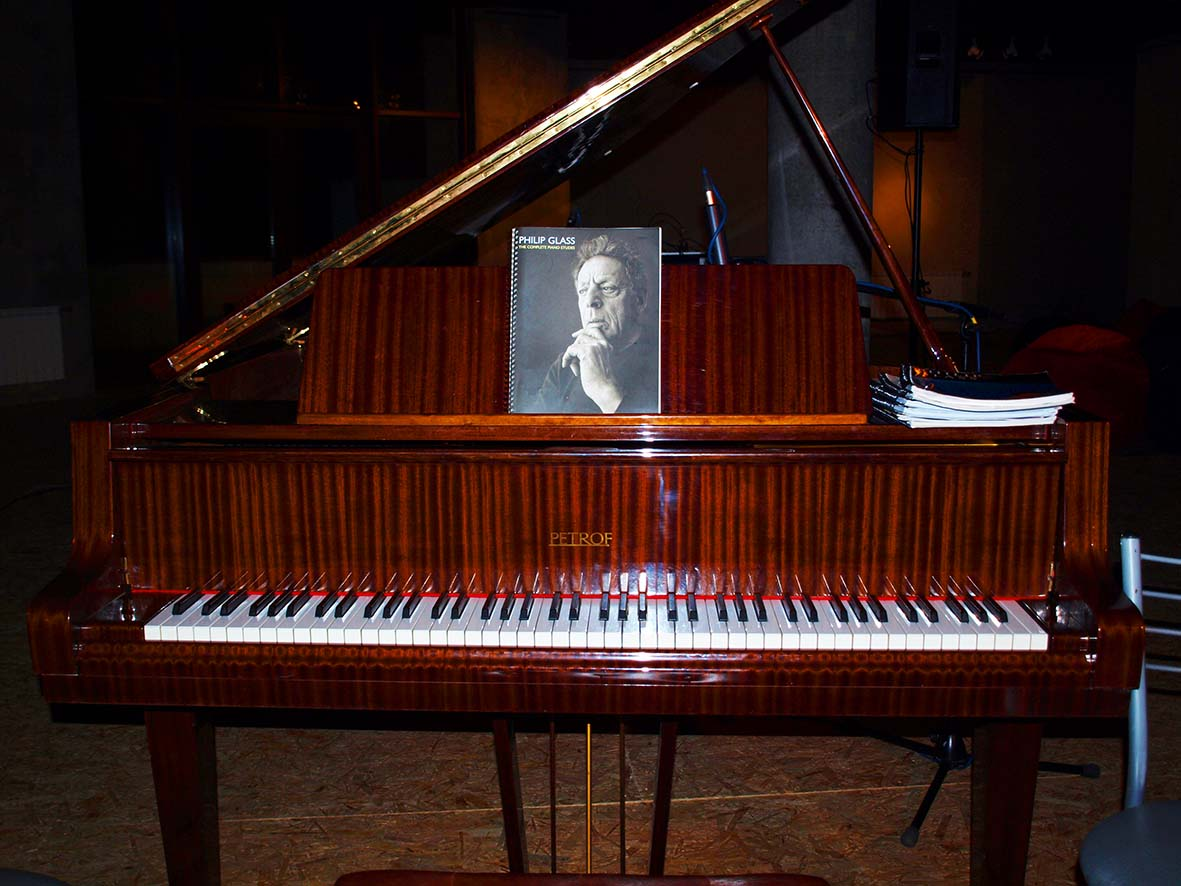
Філіп Ґласс. Перед концертом Ніколя Горвата в Музеї «Духовні скарби України», 31.12.2014-1.01.2015

Народився 31 січня 1937 року в Балтиморі (штат Меріленд) у сім'ї єврейських іммігрантів з Литви. Навчався у інституті Пібоді (Peabody Institute) у Балтиморі, куди вступив у віці 8 років — наймолодший учень за історію установи. Після завершення, маючи 15 років, вступив до Чиказького університету на відділення математики і філософії. Невдовзі після цього його інтереси змістились в бік музики, він почав брати уроки фортепіано у студента музичного факультету Маркуса Раскіна (Marcus Raskin). Після завершення університету працював у Балтиморі оператором підйомного крана, щоб дістати гроші для подальшого навчання.
У 1957 році прибув до Нью Йорка й вступив до Джульярдської музичної школи (Juilliard School). Тоді там навчався іще один майбутній композитор-мінімаліст — Стівен Райх, із яким Ґласс потоваришував. Саме тоді він серйозно розпочав створювати музику — хоча експерименти із 12-тональною системою (за Шенберґом) проводив ще з 15 років. 1965 року одружився з актрисою Джоанною Акалайтіс (JoAnne Akalaitis). Після закінчення Джульярдської школи 1962 року обіймав посаду штатного композитора у системі шкіл Піттсборо. У 1964 вирушив до Парижа, щоб продовжити освіту класичного композитора під керівництвом Наді Буланже. Втім, у Франції молодий композитор познайомився із Раві Шанкаром, якому допомагав записувати музику у європейській музичній системі; під впливом цього знайомства, захопився індійською музикою, порівнюючи її із європейським серіалізмом. Це захоплення сформувало його подальшу творчість. У французький період він працював над п'єсами експериментального театру, що ставилися під керівництвом Акалайтіс, зокрема, над п'єсами Беккета. Спільно із Шанкаром Ґласс брав участь у роботі над фільмом Конрада Рукса (Conrad Rooks) «Chappaqua».
Разом із дружиною вони відвідали Північну Африку, Центральну Азію та Індію. Свій тридцятий день народження композитор зустрів у Дарджилінґу(Darjeeling). Врешті, подружня пара об'їздила весь субконтинент: від Гімалай на півночі до Тамілнаду на півдні. Це ґрунтовне ознайомлення із країною стало вирішальним для музичного формування Ґласса.

Було покоління десь років на десять старше за мене, на зразок Ксенакіса, Штокгаузена і Булеза, що були з-біса вправні в тому, що вони робили; отже, не було потреби надалі писати подібну музику. Працюючи із Раві, я побачив, що існує інший спосіб будувати музику, — радше навколо ритмічних ідей аніж структури. Ритм міг бути структурною основою музики замість самого лише орнаменту.
Оригінальний текст (англ.)
[There was a generation about ten years older than me, like Xenakis, Stockhausen and Boulez, who were so damn good at what they did that there was no need to write any more of that kind of music. Working with Ravi (Shankar), I saw there was another way music could be organized, around rhythmic ideas instead of around struc!ure. Rhythm could be the structural basis of the music instead of just an ornament.] Помилка: {{Lang}}: не вказано код мови (допомога)

До Нью Йорка він повернувся мінімалістом; точніше, ним він став ще через 18 місяців вивчення адитивного процесу в музиці і після написання 9 творів на кшталт Music in Contrary Motion (липень 1969) Music in Similar Motion (листопад 1969). Безумовно, при цьому виявився вплив на Ґласса роботи Стівена Райха It's Gonna Rain. Пишучи твори із повторюваними структурами (мінімалістичні твори) наприкінці 60-х, Ґласс здобув собі коло прихильників. До них належали музиканти, що увійшли згодом до «Ансамблю Філіпа Ґласса», і для яких він написав чимало творів. Іноді до вимог композитора навіть входила заборона виконання таких творів іншими виконавцями. У той час твори як Ґласса, так і інших представників мінімалізму ставились у картинних галереях, переважно для невеличких аудиторій. Класична музика цих років ще не зацікавилась новоствореною течією.

## «Music with changing parts» і «Music in twelve parts»
Станом на 1970 рік Philip Glass Ensemble складався із флейт, саксофонів і електронних органів, до яких застосовувався підсилювач. У цьому році було завершено Music with changing parts — найбільший і найскладніший із написаних Ґлассом на той час творів. Запис було здійснено у пересувній студії, що належала Джону Леннону; це був перший твір, випущений маркою, що належала самому композитору — Chatham Square. Твір використовував ширший діапазон інструментів, ніж ранні клавішні роботи; запис багатотрековий. Характерне використання ілюзій людського голосу з допомогою підсилених комбінацій частот, що звучать насправді.
«Music in twelve parts» ще більш явно окреслює перехід композитора від нотної точності до питань опанування музикою аудиторії; активно використано ілюзорне наслідування людського голосу, що переплітаєтся із справжніми голосами виконавців. Ґласс стверджує, що твір був задуманий у межах того, що стало тепер першою його частиною; коли слухач цього фрагменту запропонував написати ще 11 частин, композиторові нічого не залишалось, окрім як прийняти виклик. Кожна частина триває близько 20 хвилин, що, разом із перервами, доводить тривалість твору до чотирьох годин.

## «Ейнштейн на пляжі»
Опера «Ейнштейн на пляжі», що вийшла 1976 року, є знаковою в творчості композитора: по-перше, вона стала початком багаторічної співпраці із Робертом Вілсоном — постановником і драматургом, що його Ежен Йонеско вважав одним із найвизначніших у Америці; по-друге, ця опера стала початком «трилогії особистостей», що її продовжили «Сатьяґраха» і «Ехнатон»; врешті, саме з кінця 70-х Ґласс поступово почав звертатись до класичних принципів побудови музики — від адитивної системи, що характерна для його ранніх творів. «Ейнштейн на пляжі» встановила стиль опери для обох митців як складного дійства (тривалість «Ейнштейна» — 5 годин), що поєднує звукові й зорові образи.
Опера використовує образи, що їх Ейнштейн вживав при поясненні теорії відносності: потяги, ракети тощо, для відтворення ідей руху і простору. Хореографія, розроблена Лусіндою Чайлдз, також підкреслює повторюваний рух. З такої точки зору, «Ейнштейн» — наслідок ранньої творчості Ґласса.

## «Satyagraha» і «Akhnaten»
На противагу «Ейнштейну», написаному для Ансамблю Філіпа Ґласса, «Сатьяґраха» створювалася із думкою про більш-менш звичайний оркестр: струнна частина, трійки духових, орган, шестеро солістів, хор. Лібретто для опери написала американська романістка Констанція ДеДжонґ (Constance DeJong), адаптувавши Бгаґавад-Ґіту. На вимогу Ґласса, текст залишили на санскриті, що, звісно, викликало численні нарікання співаків. Ще одним кроком назустріч автентичності було використання інструментів, що їх можна знайти як у Америці, так і в Індії. Написана на замовлення міста Роттердама, завершена на початку 1980го, опера була представлена публіці в Роттердамі 5 вересня того ж року.
Кожен акт опери пов'язує Ґанді і його витвір — Сатьяґраху (рух ненасильницького опору, що зіграв чималу роль у визволенні Індії від британського правління) із своєю історичною фігурою: перший — з Левом Толстим, другий — Рабіндранатом Таґором, третій — Мартіном Лютером Кінґом. У кожному з них Ґласс бачив певну спорідненість із предметом опери (невипадково, адже Ґанді листувався з Толстим, високо оцінював Таґора і, врешті, багато в чому був попередником Кінґа): за його словами, це, відповідно, «минуле, сучасне і майбутнє Сатьяґрахи».
«Ехнатона», який завершує трилогію особистостей, було написано на замовлення Штуттґартської опери; написання тривало із перервами з січня 1982. Композитор паралельно працював над доволі масштабними творами: «Кояаніскатці» і «Фотографом», а також над деякими меншими за обсягом роботами. Врешті, «Ехнатона» було завершено в липні 1983, а 24 березня 1984 року відбулась світова прем'єра під проводом Ахіма Фреєра (Achim Freyer).
Тексти лібретто значною мірою запозичувались із давніх текстів амарнського періоду, причому частина, що виконувалась єгипетською мовою, коментувалась оповідачем англійською.
«Ехнатону» присвячена книжка.
Музичний матеріал усіх трьох опер значною мірою спільний, наприклад, «Knee Plays» із «Ейнштейна» перегукуються, скажімо, із «Ехнатоном», на цій рисі сам композитор неодноразово наголошував.

## Симфонічна музика

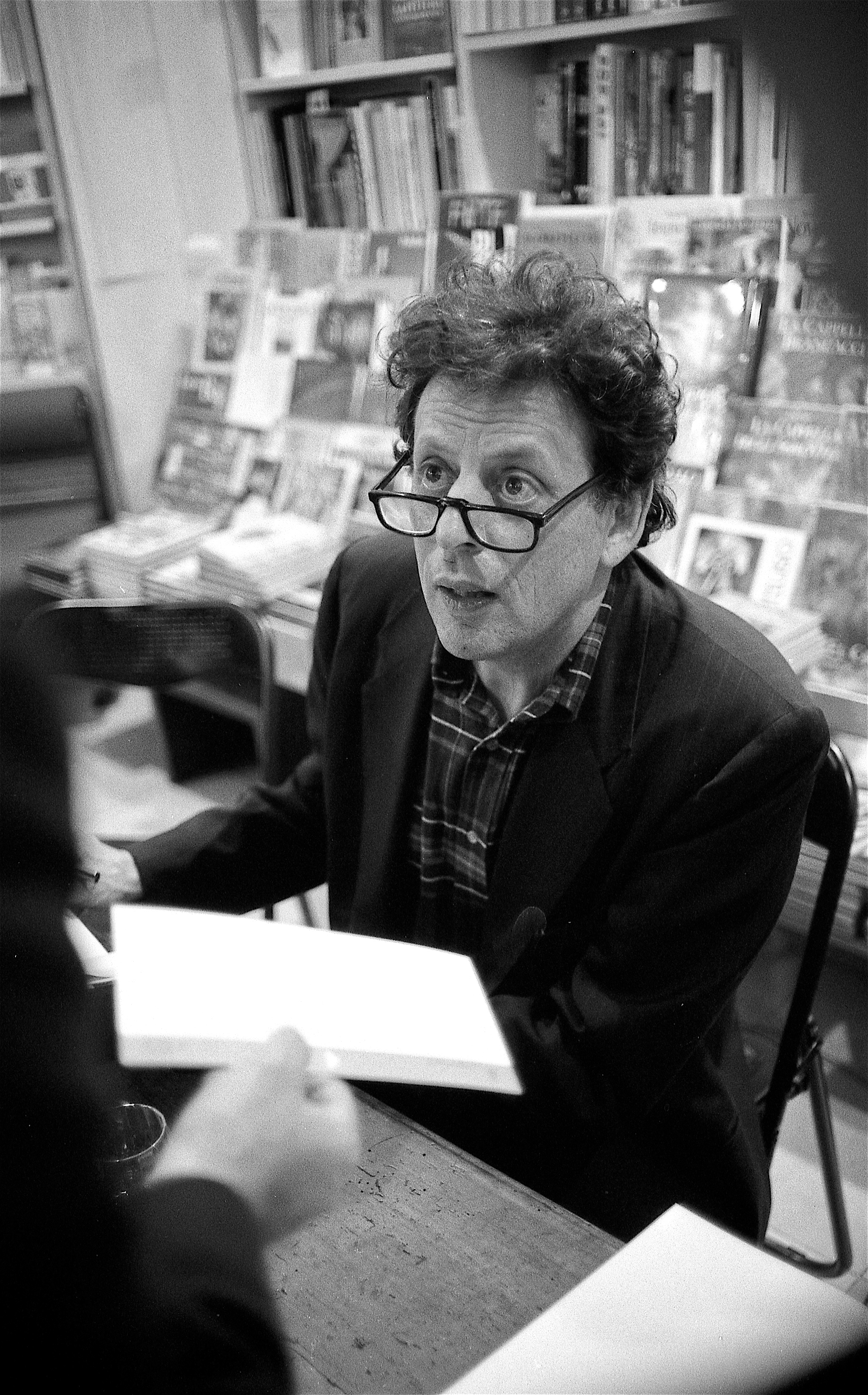
Флоренція, 1993

Наприкінці 80-х рр. і на початку 90-х Ґласс усе частіше починає звертатись до оркестрової музики, зокрема, симфоній і камерних творів. За цей період ним написано кілька концертних творів, послідовність яких відкриває Скрипковий концерт номер 1(1987), що його композитор присвятив пам'яті батька. Звернення до оркестрової музики продовжила серія «портретів природи» — «Світло»(1987), «Каньйон»(1988) та «Ітайпу»(1989); вони написані на замовлення Клівлендського симфонічного оркестру, Роттердамського філармонічного оркестру та Симфонічного оркестру Атланти відповідно. Останній із цих творів написано для хору в супроводі оркестру і присвячено величезній гідроелектростанції на річці Парана на кордоні між Бразилією і Параґваєм. Текст до мовою ґуарані описує історію створення світу і прихід перших людей на місце спорудження греблі.
Робота композитора для оркестру значною мірою підкріплювалась його співпрацею із Деннісом Расселом Девісом, диригентом Оркестру імені Брукнера у Лінці.

## Музика до фільмів
Ґласс розпочав активно працювати над музикою до фільмів після співпраці із Ґодфрі Реджіо у 1983-му році при створенні саундтреку до першого фільму трилогії «Каці»: «Кояаніскаці», «Поваккаці», «Накойкаці». Також відомий численними звуковими доріжками до таких американських фільмів, як «Шоу Трумена» (Truman Show), «Кундун» (Kundun, фільм Мартіна Скорсезе) «Години» (Hours), «Кендімен» (Candyman), «Ілюзіоніст» («Illusionist», 2006) і мінімалистичними творами, є автором музики до церемоній Олімпійських ігор 1984 року у Лос-Анжелесі і Олімпійських ігор 2004 року в Афінах.
| Рік  | Назва стрічки                     | Примітки                                            |
| ---- | --------------------------------- | --------------------------------------------------- |
| 1982 | Кояаніскаці                       |                                                     |
| 1985 | Місіма: життя в чотирьох частинах |                                                     |
| 1988 | Поваккаці                         |                                                     |
| 1992 | Кендімен                          |                                                     |
| 1997 | Пагорб «Гамбурґер»                |                                                     |
| 1997 | Схильність                        |                                                     |
| 1998 | Шоу Трумана                       | Одержала Золотий глобус.                            |
| 1998 | Кундун                            | Номінована на Золотий глобус, Оскар.                |
| 2002 | Накойкаці                         |                                                     |
| 2002 | Години                            | Номінована на Золотий глобус Оскар, одержала BAFTA. |
| 2003 | Туман війни                       |                                                     |
| 2006 | Ілюзіоніст                        |                                                     |
| 2006 | Записи про скандал                | Номінована на Оскар.                                |
| 2010 | Славний малий                     |                                                     |